# 30 жовтня
30 жовтня — 303-й день року (304-й у високосні роки) у григоріанському календарі. До кінця року залишається 62 дні.

## Свята і пам'ятні дні

### Міжнародні
- Міжнародний день ортопедичних медсестер і медбратів.

### Національні
- Україна: День працівників підрозділу по боротьбі з незаконним обігом наркотиків (Указ Президента України про створення спеціалізованого підрозділу; 1993).
- Індонезія: День індонезійських банкнот.
- Словаччина: Річниця Декларації словацької нації.

### Релігійні
Православ'я:
- Священоомученика Зіновія, єпископа Егейського, і сестри його мучениці Зіновії.
- Апостолів від 70-х: Тертія, Марка, Юста, Артеми.
- Священоомученика Маркіана, єпископа Сиракузького.
- Мучениці Євтропії.
- Мучениці Анастасії Солунської.
- Святого Стефана Милютина, короля Сербського, брата його Драгутина і матері їхньої Єлени.

## Іменини
✝  Католицькі:
✙ Православні: Зіновій, Маркіян, Анастасія, Стефан, Олена.

## Події
- 1653 — до гетьманської столиці Чигирина під залпи з гармат внесли труну з покійним Тимофієм Хмельницьким.
- 1888 — Лауд Джон запатентував кулькову ручку.
- 1918 — капітуляція Османської Імперії в 1-й світовій війні.
- 1941 — розпочалась блокада Севастополя із суші під час 2-ї світової війни. Після 250 днів оборони в липні 1942 року Севастополь капітулював.
- 1943 — На Московській конференції підписано угоду про створення ООН.
- 1961 — СРСР здійснив найпотужніший в історії вибух водневої бомби.
- 1987 — у Києві дебютував український рок-гурт «Воплі Відоплясова» («ВВ»).

## Народились

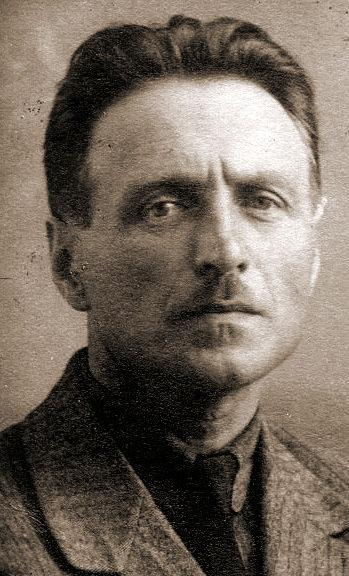
Михайло Бойчук

Дивись також Категорія:Народились 30 жовтня
- 1735 — Джон Адамс, другий президент США.
- 1741 — Ангеліка Кауфман, німецька художниця, графік, представниця класицизму.
- 1751 — Річард Брінслі Шерідан, видатний англійський письменник, драматург, політик.
- 1825 — Дмитро Безперчий, український художник і педагог.
- 1839 — Альфред Сіслей, відомий французький художник-пейзажист, один з засновників імпресіонізму.
- 1855 — Петро Гнідич, прозаїк, драматург, перекладач, театральний діяч; походив з козацького роду Гнідичів, внучатий племінник письменника Миколи Гнідича.
- 1861 — Антуан Бурдель, французький скульптор, учень Огюста Родена.
- 1871 — Поль Валері, французький поет і філософ, яскравий представник французького символізму.
- 1881 — Вільям Боїнг, американський авіаконструктор.
- 1882 — Михайло Бойчук, український художник, маляр-монументаліст, лідер групи «бойчукістів», жертва сталінського терору.
- 1885 — Езра Паунд, американський поет-модерніст.
- 1887 — Ґеорґ Гайм, німецький поет і прозаїк.
- 1899 — Мандельштам Надія Яківна, письменниця-мемуарист, дружина Осипа Мандельштама. З двох років жила в Києві, вчилася живопису в майстерні Олександри Екстер.
- 1911 — Григорій Крук, український скульптор і графік, працював у Німеччині.
- 1930 — Річард Гарріс, ірландський актор («Гладіатор», «Гаррі Поттер»).
- 1936 — Володимир Іванців, український поет, перекладач, літературний критик.
- 1937 — Клод Лелуш, французький режисер, сценарист, актор.
- 1944 — Скотт Маккензі, американський виконавець, автор гімну 60-х «San Francisco».
- 1949 — Олег Лишега, український поет, драматург і перекладач.
- 1960 — Дієго Марадона, аргентинський футболіст.
- 1979 — Накама Юкіе, японська акторка.

## Померли
Дивись також Категорія:Померли 30 жовтня
- 1823 — Едмунд Картрайт, англійський винахідник.
- 1910 — Жан Анрі Дюнан, швейцарський підприємець і громадський діяч.
- 1938 — Всеволод Змієнко, український військовий діяч, генерал-хорунжий Армії УНР.
- 1943 — Вітаутас Пранас Бічюнас, литовський критик, драматург, режисер, прозаїк, художник. Засланий радянським окупаційним урядом до уральських таборів, розстріляний у Свердловську.
- 1947 — Юрій Клен (Освальд-Еккард Бурґгардт), український поет-неокласик.
- 1953 — Кальман Імре, угорський композитор, один із засновників віденської оперети.
- 1956 — Філатов Володимир Петрович, лікар-офтальмолог, хірург, винахідник, академік АН УРСР і АМН СРСР, засновник та перший директор Інституту очних хвороб і тканинної терапії НАМН України.
- 1975 — Густав Людвіг Герц, німецький фізик, лауреат Нобелівської премії з фізики 1925 року.
- 1977 
  - Степан Ленкавський, пропагандивний референт, ідеолог ОУН(б).
  - Густав Крклець, хорватський поет, перекладач, член Югослов'янської академії наук і мистецтв.
- 1982 — Ірина Вільде, українська письменниця. Лауреатка Шевченківської премії.
- 2002 — Хуан Антоніо Бардем Муньйос, іспанський кінорежисер, сценарист.
- 2009 — Клод Леві-Строс, французький антрополог, етнограф, соціолог і культуролог.
- 2017 — Аміна Окуєва, український лікар, громадський активіст та військовослужбовець.
- 2020 — Дроботюк Борис, заслужений художник України, графік і живописець.